# 三島駅
三島駅（みしまえき）は、静岡県三島市一番町にある、東海旅客鉄道（JR東海）・日本貨物鉄道（JR貨物）・伊豆箱根鉄道の駅である。JR東海の東海道新幹線、JR東海・JR貨物の東海道本線（JR東海が第一種鉄道事業者でJR貨物が第二種鉄道事業者）、伊豆箱根鉄道の駿豆線が乗り入れている。駅番号は東海道本線がCA02、駿豆線がIS01。本項では日本国有鉄道時代に存在していた三島信号場についても記述する。
東海道本線の運行形態の詳細は「東海道線 (静岡地区)」を参照。

## 概要
三島市の代表駅である。1日の乗降客数は、沼津駅を上回り、静岡県東部（伊豆半島）で最も多い。JR東海の駅舎と伊豆箱根鉄道の駅舎は分離されているが、駅構内は隣接し、線路がつながっている。JR東海の南口駅舎は富士山と三嶋大社をイメージしたものになっており、中部の駅百選にも選定された。
東海道本線で運行される列車のうち、当駅に停車するものは普通列車が中心だが、東京駅発着で東海道本線と駿豆線を直通運転する特急「踊り子」も停車している。当駅以西へ向かう特急列車「東海」も存在していたが、2007年3月18日のダイヤ改正に伴う廃止により消滅した。快速「ムーンライトながら」は下りのみ（臨時を含む）当駅に停車していたが、2009年3月14日のダイヤ改正で臨時列車への格下げと同時に停車駅が見直され、両方向とも当駅通過となった。その他夜の下りホームライナー1本が当駅始発で運転されていたが、始発駅が沼津に変更され、こちらも当駅への停車がなくなった。東海道新幹線の列車は、「ひかり」が1日上下6本ずつ（2時間に1本）と「こだま」が停車し、「こだま」は当駅発着列車も設定されている。
駅は東海道本線の丹那トンネル開削（国府津駅 - 沼津駅間開業）に伴って1934年12月に開業した。同時に、1898年に運行を開始した駿豆線も下土狩駅から起点を変更し乗り入れた。この三島駅は2代目であり、駿豆線の起点であった下土狩駅が初代の三島駅であった。1969年4月には東海道新幹線側にも駅が完成し、1987年4月に行われた国鉄分割民営化では、それまで日本国有鉄道（国鉄）が運営していた三島駅の旅客営業をJR東海、貨物営業をJR貨物がそれぞれ継承した。
JR三島駅の事務管コードは▲520102となっている。

## 歴史
当駅は1934年（昭和9年）に開業した。丹那トンネル開削に伴う熱海 - 沼津間の開通に合わせての開業である。この三島駅は2代目であり、長泉町にあった初代三島駅こと下土狩駅と区別するため、「三島新駅」と呼ばれた。
1889年（明治22年）に東海道線が国府津駅から静岡駅まで開通した際、東海道の宿場町・三島宿として栄えた三島町に駅は開設されなかった。その理由は、町の人々が鉄道建設に猛反対したため（鉄道忌避伝説）とも、積極的な誘致活動を展開したが地勢の都合で鉄道を通せなかったためともいわれる。
いずれの理由にしろ、鉄道が通らなくなり、人の流れから外れた三島町は寂れた。苦境を脱するために、1891年（明治24年）に隣の長泉村（現在の長泉町）に駅を開設するよう国に請願したが、却下された。そんな中、東海道本線から伊豆半島中部温泉地への便を図る目的で、沼津から大仁に至る「豆相鉄道」（伊豆箱根鉄道駿豆線の前身）の計画が立てられた。その話を聞いた三島町では土地の無償提供まで行って誘致を行い、三島町を経由して長泉村で東海道線と接続するように計画を変更させた。これが功を奏し、東海道線が開通した9年後に豆相鉄道線の分岐駅として、ようやく現在の下土狩駅である初代三島駅が設置されたのである。
その後、丹那トンネルを開削し、勾配のきつい御殿場経由から熱海経由に東海道本線のルートを変更させようという計画が発表された。三島町ではその話を聞くや明治時代の二の舞は起こすまいと、当初丹那トンネルの出口に当たる函南から直線ルートで沼津まで抜け、三島市街を通過せずその南を通るルートが取られる予定であったのを、当時の鉄道院総裁であった後藤新平の元へ三島町長が直接請求をするなど当初から積極的な誘致を行い、市街北部を通過させる計画に変更させ、現在地に新しい三島駅を開設させた。それに合わせて以前の三島駅を下土狩駅に改称し、豆相鉄道改め駿豆鉄道の起点も新しい三島駅に変更された。三島町ではようやく市街地近くに東海道本線の駅が開設された事を大いに喜び、新駅の開業日には富士山を模した駅舎の前に同じ形のアーチが組まれ、同町のみならず、周辺からの人も集めて盛大な式典が催された。また夜になると、アーチには電飾が翌朝まで灯されたといわれる。
新幹線の駅は、新幹線の開業翌年から在来線駅に隣接して保線基地や車両基地・信号場が設けられたが、駅は設置されなかった。しかし開通後、駿河銀行の岡野豪夫頭取などを中心に地元からの強い要望があり、開業5年目の1969年（昭和44年）4月に当駅にもホームが開設された。これは、新幹線の新駅第1号となるものでもあった。

### 年表

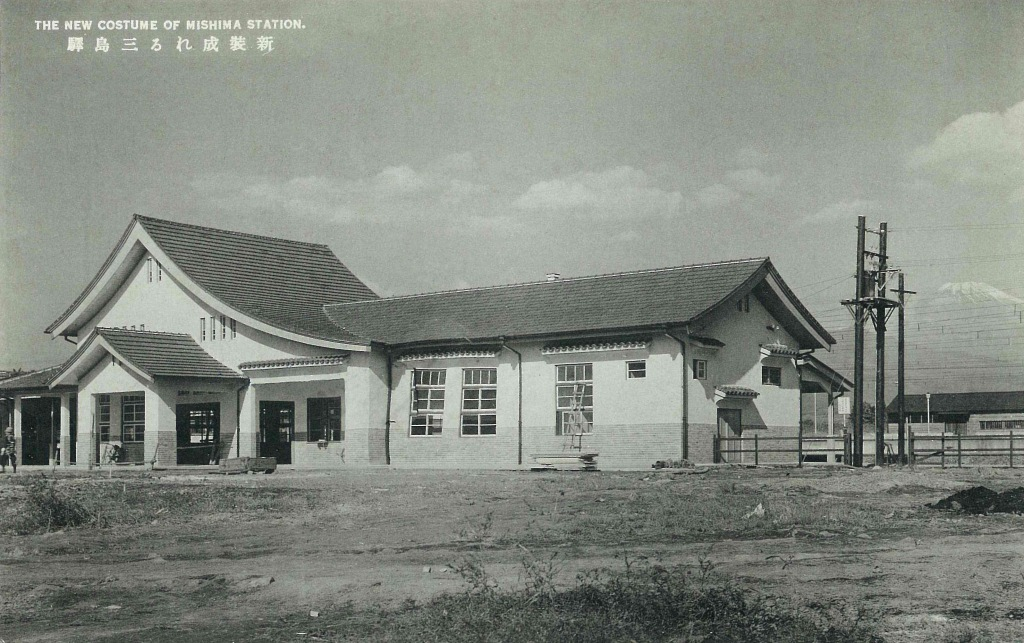
完成したばかり三島駅（1934年）

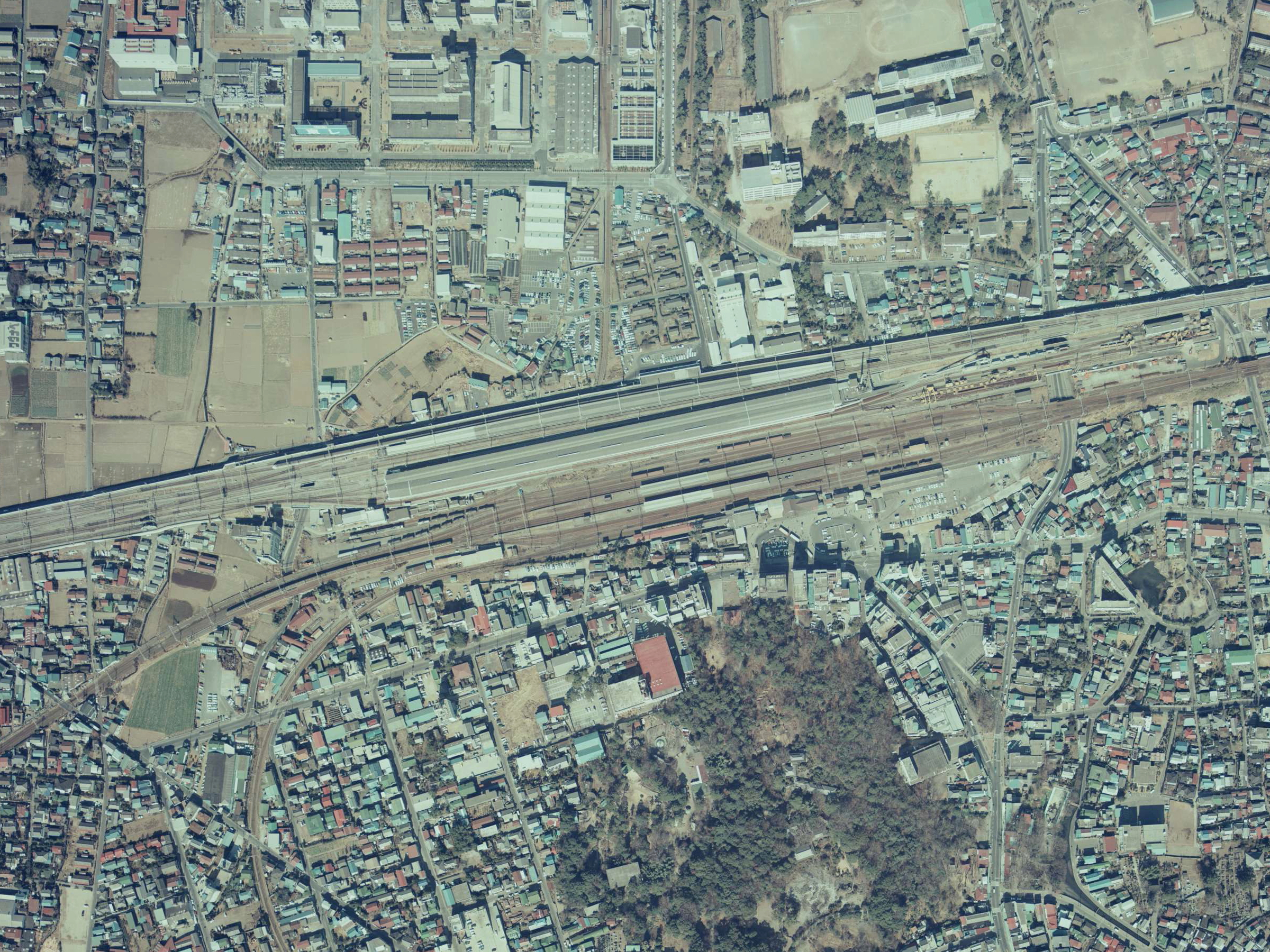
駅周辺の空中写真（1976年2月）

- 1934年（昭和9年）12月1日：丹那トンネル開業に伴う東海道本線のルート変更と同時に三島駅（2代目）として開業、旅客・貨物営業開始[6]。同時に駿豆鉄道線（現在の伊豆箱根鉄道駿豆線）が乗り入れ。
- 1952年（昭和27年）4月4日：函南村内で開催された第4回全国植樹祭に合わせて、昭和天皇、香淳皇后のお召し列車が発着[7]。
- 1965年（昭和40年）
  - 4月8日：長泉町内に「新幹線三島電留線基地計画」が確定したのを契機に、「国鉄新幹線静岡県東部地域新駅設置期成同盟会」が設立される。
  - 9月27日：東海道新幹線に三島信号場を開設。折返線と引上線を設置（後に電留線も設置）。
- 1967年（昭和42年）11月8日：国鉄理事会で、三島での新駅設置が正式に決定する。
- 1968年（昭和43年）4月9日：駅舎の着工。
- 1969年（昭和44年）
  - 4月4日：駅舎の完成。
  - 4月25日：東海道新幹線の駅が従来の三島信号場を格上げする形で開業[8]。
- 1970年（昭和45年）：新幹線のホームが16両対応に延伸される[9]。
- 1974年（昭和49年）10月1日：貨物の取扱範囲を専用線発着の車扱貨物のみに縮小[10]。
- 1984年（昭和59年）2月1日：伊豆箱根鉄道線連絡車扱貨物の取り扱いが終了、廃止。
- 1986年（昭和61年）11月1日：荷物の取り扱いを終了[10]。
- 1987年（昭和62年）4月1日：国鉄分割民営化により、国鉄の駅はJR東海とJR貨物の駅となる[10]。
- 1989年（平成元年）7月17日：第15回参議院議員通常選挙の候補者・櫻井規順（日本社会党）の選挙活動において、陣営の幹部らの要請により、「ひかり」を当駅で臨時停車させた事件が発生[11]。
- 1992年（平成4年）
  - 3月1日：地下通路にエスカレーターが設置される[12]。
  - 4月：エスカレーターに公募による愛称として「ゆうロード・三島」と名付けられる[12]。
- 1993年（平成5年）2月6日：在来線改札口に自動改札機を導入[13]。
- 1995年（平成7年）12月27日：三島駅乗客転落事故が発生。
- 1998年（平成10年）3月10日：新幹線改札口に自動改札機を導入[14]。
- 2001年（平成13年）9月3日：第3回「中部の駅百選」に選定される[15]。
- 2002年（平成14年）3月15日：伊豆箱根鉄道改札口に自動改札機を導入。
- 2003年（平成15年）10月1日：東海道山陽新幹線のダイヤ改正により「ひかり」が増停車。
- 2007年（平成19年）5月：東レ専用線廃止。その後、2008年3月15日のダイヤ改正で、当駅を発着する貨物列車の設定が廃止された。
- 2008年（平成20年）
  - 3月1日：東海道線でICカード「TOICA」の利用が可能となる。
  - 6月6日：アスティ三島（駅構内の商業施設）がグランドオープン。
- 2013年（平成25年）8月：駅舎の耐震補強工事が完了、新駅舎の使用を開始[16]。
- 2014年（平成26年）7月17日：アスティ三島サウスの増設部分が開業[17]。
- 2020年（令和2年）
  - 1月8日：駿豆線三島駅構内の「三島駅そば処」が駅改修工事に伴い閉店[18]。
  - 1月14日：駿豆線駅の改修工事を実施（6月30日まで）。
- 2022年（令和4年）9月28日：JR東海ツアーズ三島支店が閉店[19][20]。
- 2023年（令和5年）8月4日：伊豆箱根鉄道が駿東郡長泉町で食品事業などを手掛ける東平商会との副駅名権のスポンサー契約による副駅名「伊豆と箱根のおいしさをとどける 東平商会」の使用を開始し、副駅名を含む駅名標の除幕式を開催[21][22]。
- 2024年（令和6年）4月24日：伊豆箱根鉄道は同社として初の立体看板を設置。鋳物製造販売の木村鋳造所（清水町）が、鋳物づくりの型として使う発泡スチロールの加工技術を生かして制作した[23]。

## 駅構造

### JR東海

#### ホーム・駅構内
在来線ホームは駅構内の南側にあり、その北側に新幹線ホームがある。在来線ホームは地上にあり、新幹線ホームは高架上にある。南口と北口とを結ぶ駅構内の通路には、日本初のエスカレーター一体型のムービングウォーク（上り方向のみ）が設けられている。
在来線ホーム（1 - 4番線）
在来線は島式ホーム2面4線を使用する。南側のホームが1番線と2番線、北側のホームが3番線と4番線である。内側の2番線と3番線が駅の本線であり、外側の1番線と4番線は待避線（副本線）である。また、4番線の北側にも待避線が1本あるがホームはなく、貨物列車の待避に使われている。
東海道本線から駿豆線に乗り入れる特急「踊り子」は上下列車とも1番線の函南寄りから発着する。この1番線の線路ではホーム途中に東海道本線から駿豆線への左片開き分岐器が設置されており、建築限界を破らないようにホームの線路側端に湾状にえぐられた部分がある。この部分には黄色の回転灯が2つ設置されている。
ホーム上では桃中軒の立ち食いそば・うどん店 が営業している。
新幹線ホーム（5・6番線）
新幹線は島式ホーム1面2線を使用する。ホームの南側が5番線、北側が6番線である。ホームがある線路は待避線（副本線）であり、その外側にホームのない本線（通過線）がある。島式ホームの外側に本線（通過線）を設ける構造は日本の新幹線駅では当駅が唯一である。「こだま」の大半は、当駅で通過列車を待避する。ホームの南側には検修庫（三島車両所検修線）が設置されているため、ここから在来線ホームを見渡すことはできない。
検修庫の東側には新幹線の保線基地（三島保線所）が置かれている。また、駅の西方には三島車両所の新幹線留置線が広がっている。車両所・保線所の他に、新幹線関連の機関として三島電力所と三島信号通信所が駅構内に置かれている。
ホーム上では、コンビニエンスストア（ベルマートキヨスク）、桃中軒の駅弁販売店 や立ち食いそば・うどん店 が営業している。
| 番線         | 路線               | 方向               | 行先       | 備考               |
| ------------ | ------------------ | ------------------ | ---------- | ------------------ |
| 在来線ホーム |                    |                    |            |                    |
| 1            | 伊豆箱根鉄道駿豆線 | 伊豆箱根鉄道駿豆線 | 修善寺方面 | 特急「踊り子」専用 |
| 1            | 東海道本線         | 上り               | 東京方面   | 特急「踊り子」専用 |
| 2            | 東海道本線         | 下り               | 静岡方面   |                    |
| 3            | 東海道本線         | 上り               | 東京方面   |                    |
| 4            | 東海道本線         | 下り               | 静岡方面   | 当駅始発           |
| 4            | 東海道本線         | 上り               | 東京方面   | 1日1本のみ         |
| 新幹線ホーム |                    |                    |            |                    |
| 5            | 東海道新幹線       | 下り               | 新大阪方面 |                    |
| 6            | 東海道新幹線       | 上り               | 東京方面   |                    |

（出典：JR東海:駅構内図）
- 番線標などにラインカラーは掲示されない。

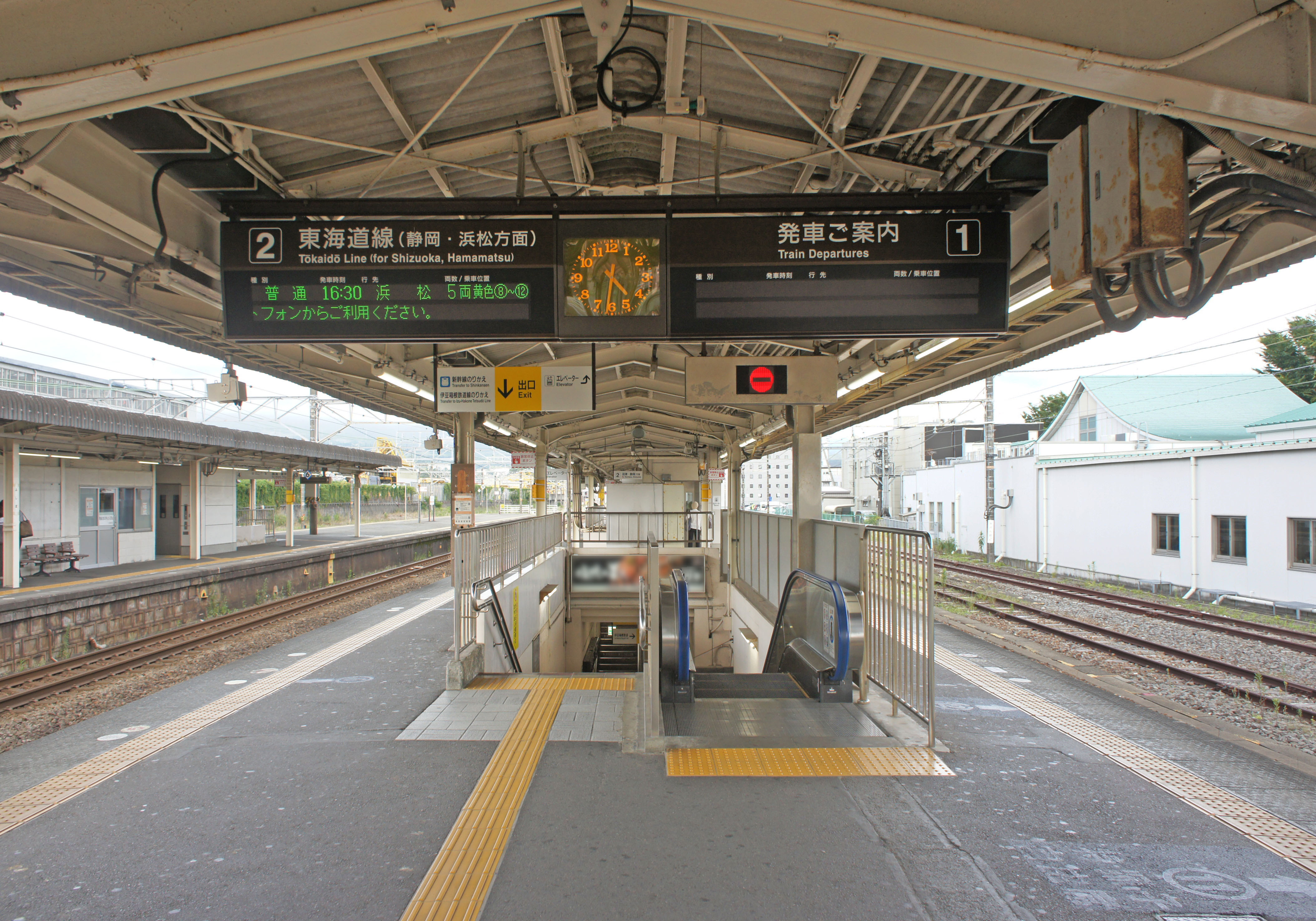
在来線1・2番線ホーム（2022年6月）
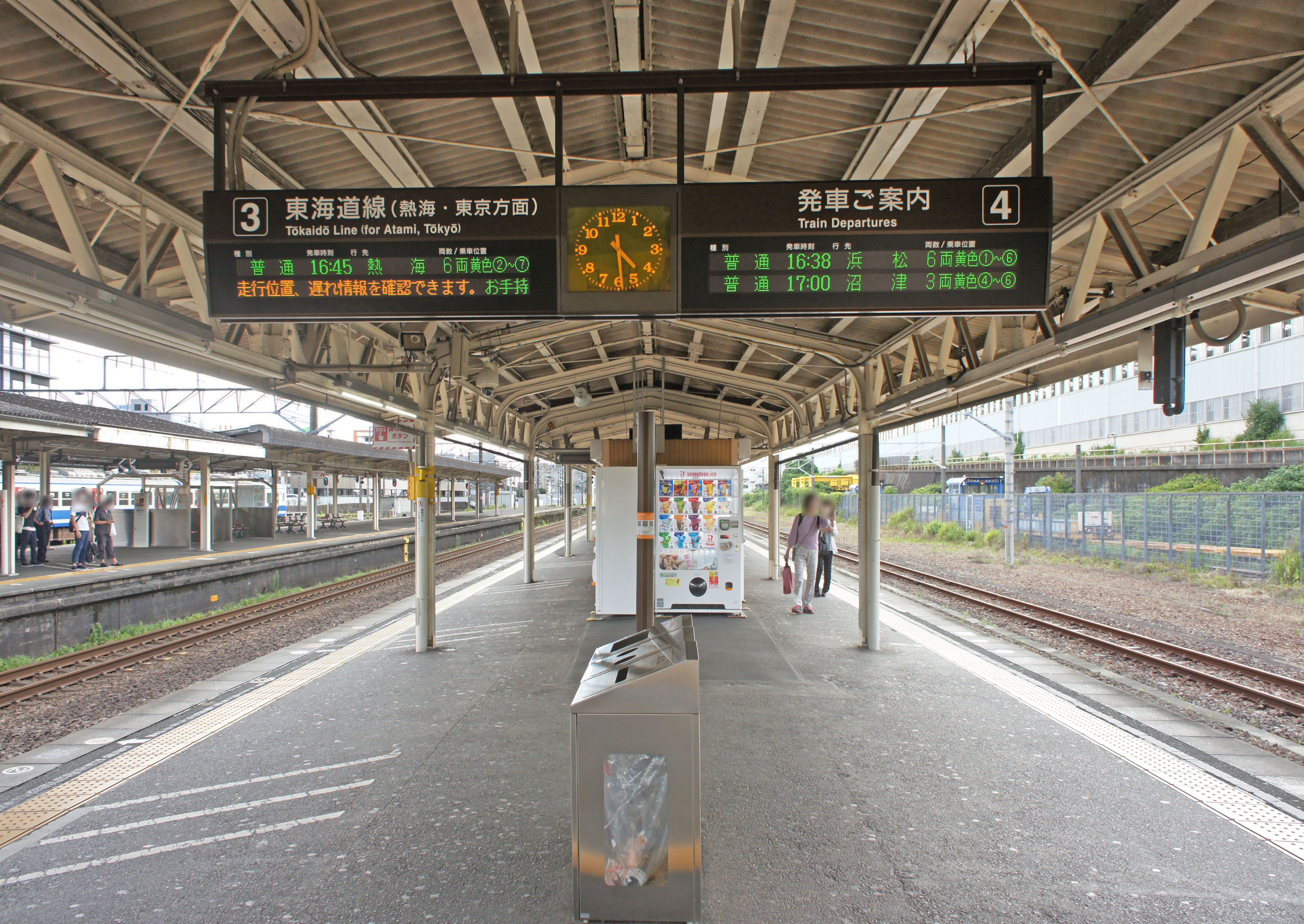
在来線3・4番線ホーム（2022年6月）
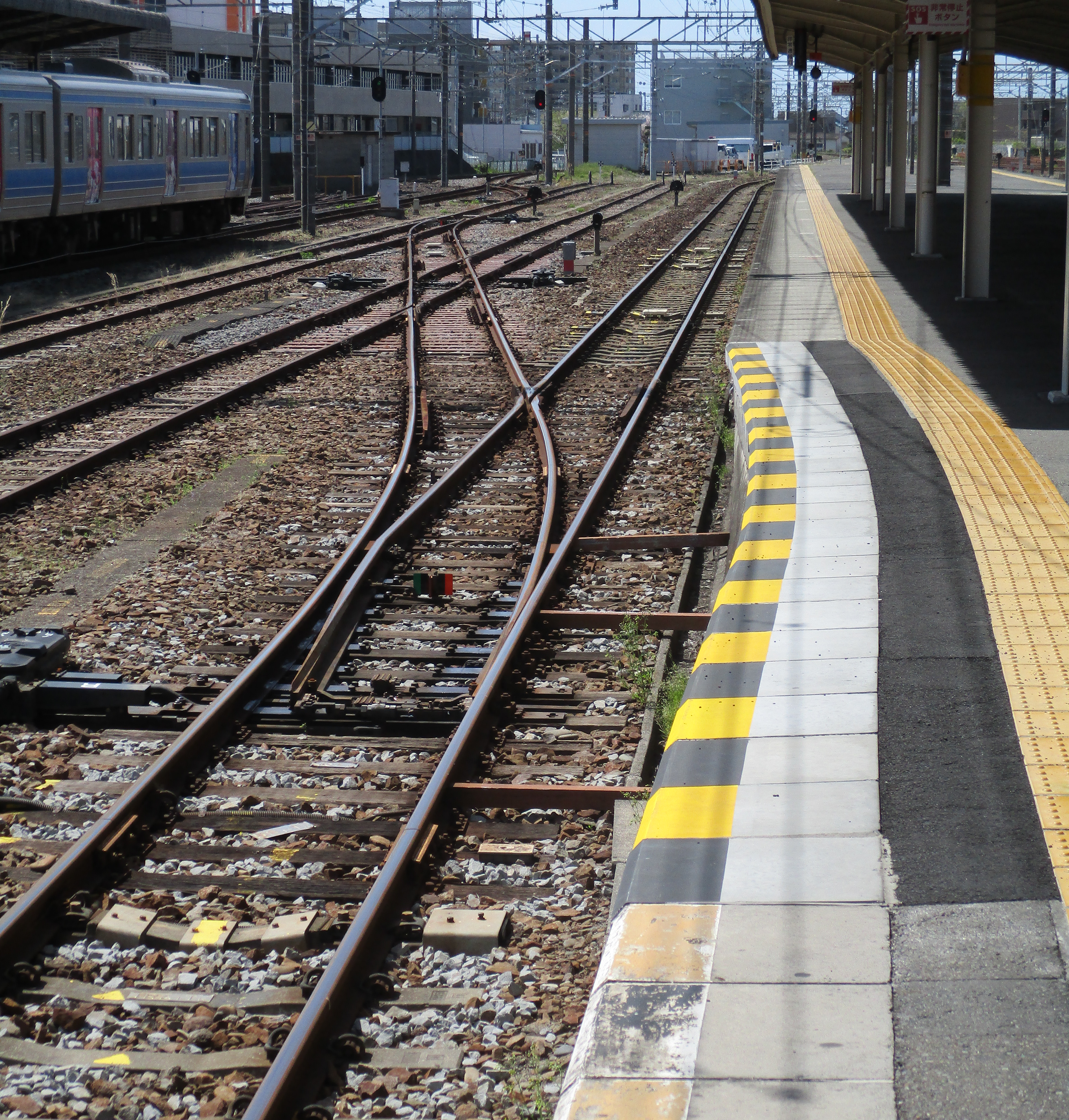
えぐれた在来線1番線ホーム（2021年4月）
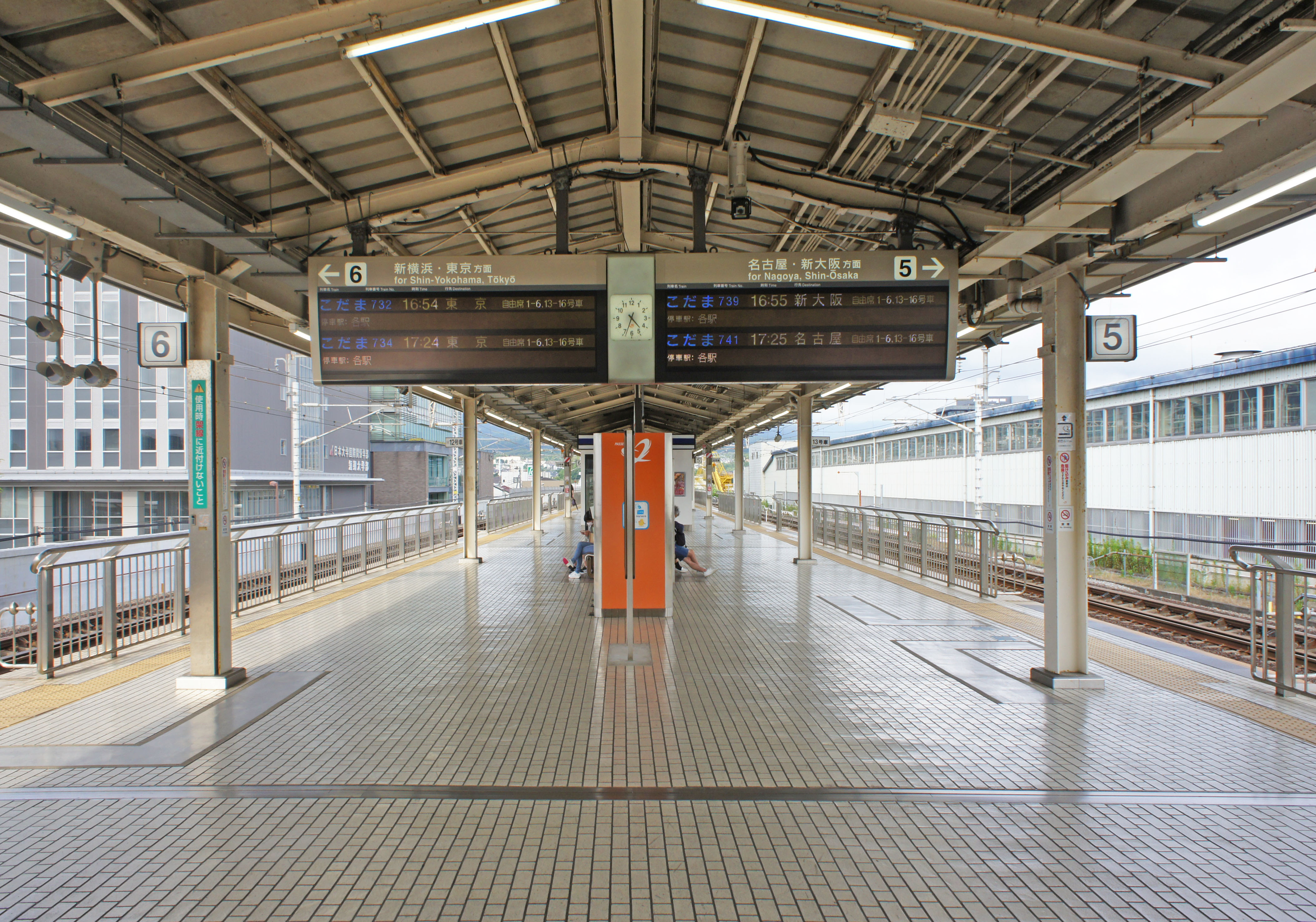
新幹線5・6番線ホーム（2022年6月）

#### 駅舎・設備
駅の出入口は、在来線ホームの南側にある南口と、新幹線ホームの高架下にある北口の2か所。改札内は地下通路で結ばれている。地下通路の在来線ホームと新幹線ホームの間には、日本で初めて設置された平面付き二段階エスカレーター・オートウォークがあり、「ゆうロード・三島」と命名されている。このエスカレーターは登場当初日立製作所のCMでも紹介された。エレベーターは、地下通路と各ホームの間および地下通路と南口の間の合計4か所に設置されている。在来線側の3基は1999年度に、新幹線側の1基は2006年度に整備された。
南口の駅本屋は神保忠良によって設計された。木造一階建て372平方メートル で、屋根の緩やかな曲線により富士山と三嶋大社の社をイメージしているといわれる。南口にはJR線の改札口が1か所あるほか、伊豆箱根鉄道との乗り換え口がある。改札口・乗り換え口のいずれも自動改札機が導入されている。駅本屋には自動券売機（在来線のものはTOICA対応・タッチパネル式）やJR全線きっぷうりばがあり、南口側にはTOICAチャージ機、TOICA非対応のタッチパネル式自動精算機が設置されている。また南口・北口には、エクスプレス券売機（指定席券売機）が設置されている。伊豆箱根鉄道との連絡改札口に自動精算機はない。南口側の改札外では、ベルマートキヨスク が営業している。1934年の開業当初から使用されてきたが、2013年に初代駅舎と同様の外観とし、耐震基準に適合する駅舎に建て替えられた。
高架下にある北口の駅舎には、在来線・新幹線の各改札口や両線の乗り換え口が開設されている。北口は南口と異なり深夜は営業しておらず、そのため地下通路は夜間閉鎖される。駅舎内には南口と同様にすべての改札で自動改札機が導入されている。改札外にはタッチパネル式自動券売機（在来線のものはTOICA対応・タッチパネル式）、JR全線きっぷうりばが設置されている。在来線北口改札内にはTOICAチャージ機とタッチパネル式自動精算機があり、新幹線連絡改札口の在来線側には新型のタッチパネル式の新幹線特急券自動券売機がある。北口側では、新幹線改札内でギフトショップ（PLUSTA三島）が、在来線改札内でベルマートキヨスクが営業している他、飲食店などが入居する「アスティ三島」が北口駅舎に併設されている。また2014年には南口にもアスティ三島が新設された。
JR東海の駅長・駅員配置駅（直営駅）であり、管理駅として函南駅を管理している。

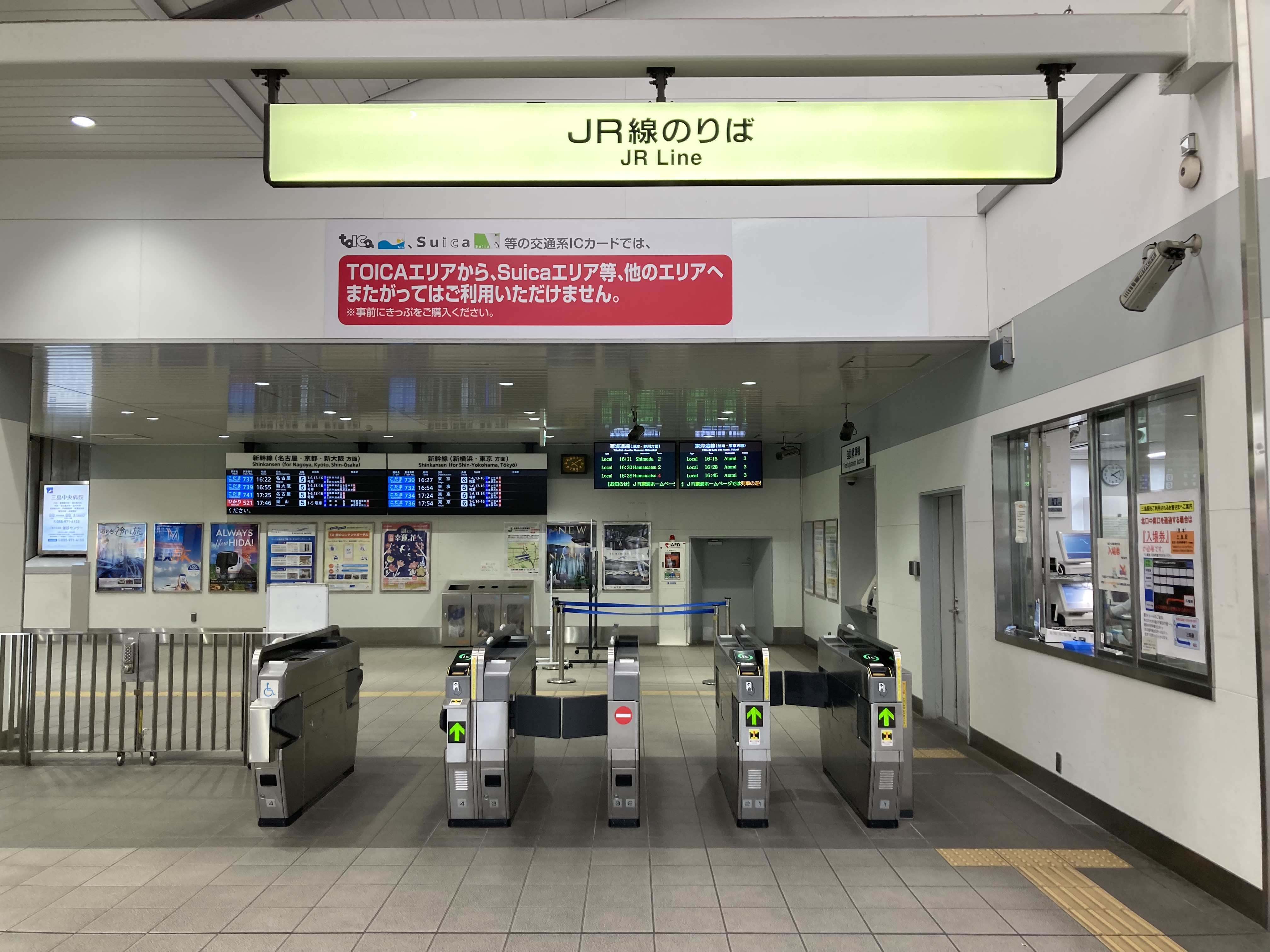
南口改札（2023年5月）
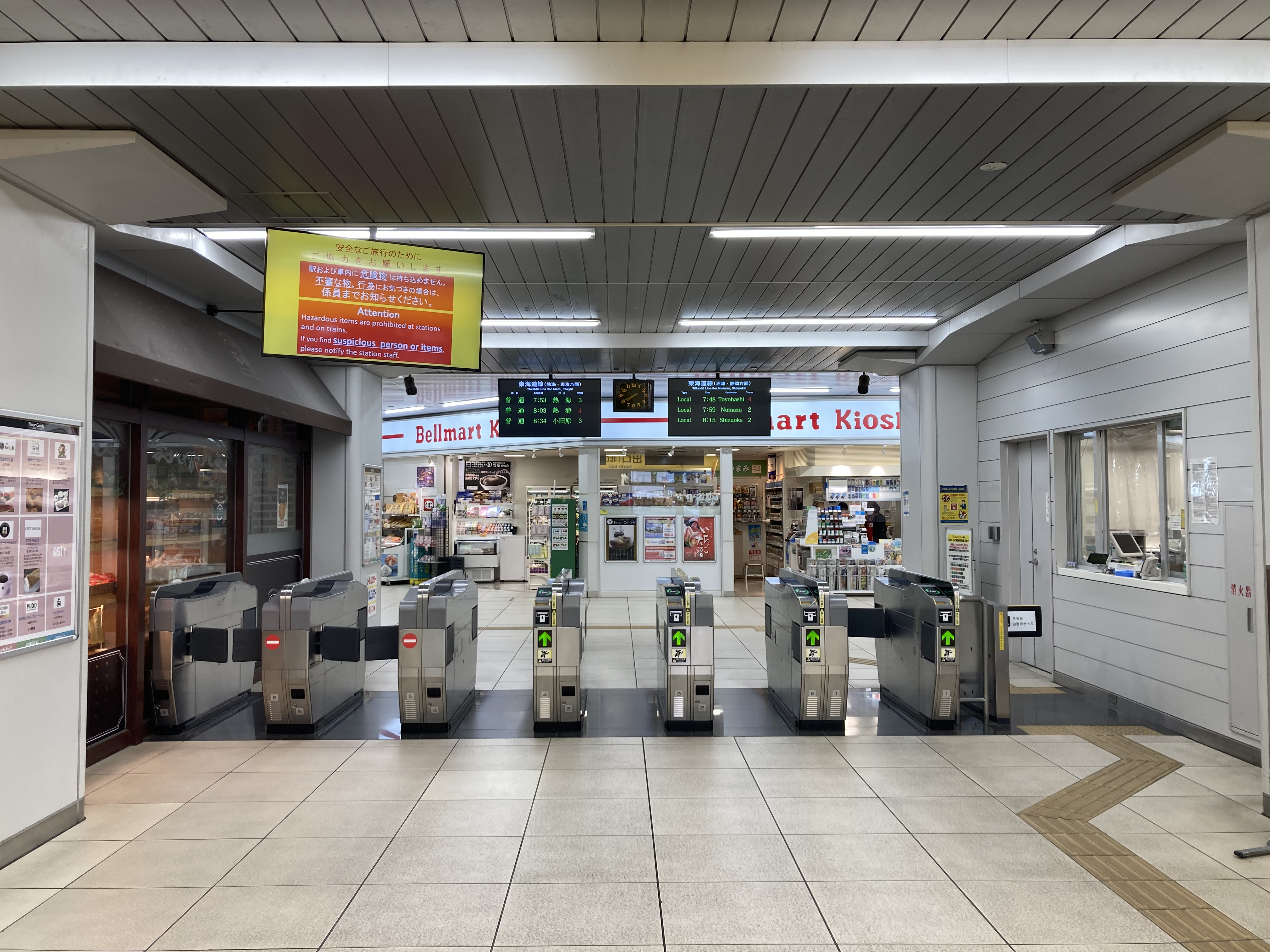
北口改札（2023年4月）
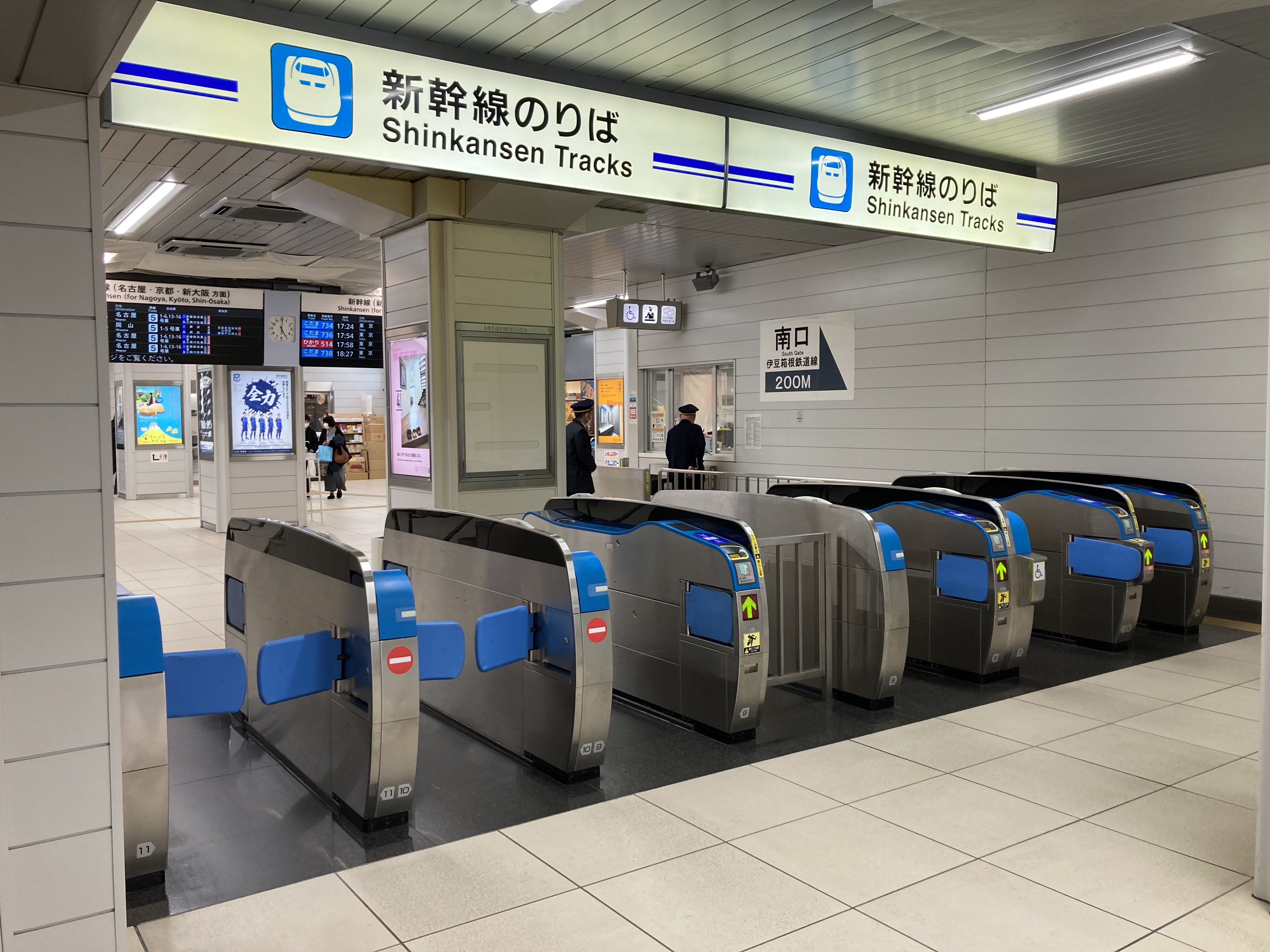
乗り換え改札（2023年2月）
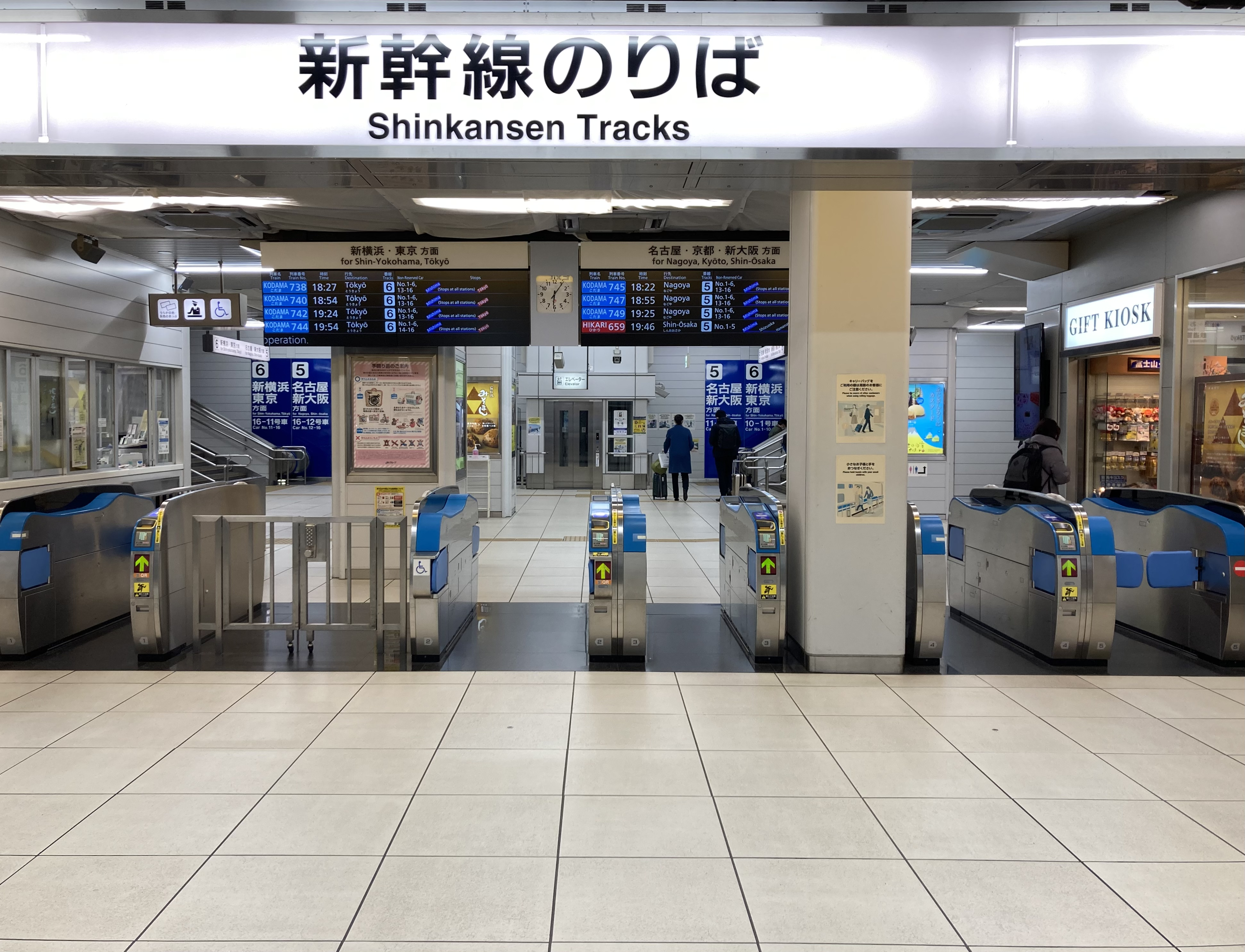
新幹線改札（2023年2月）
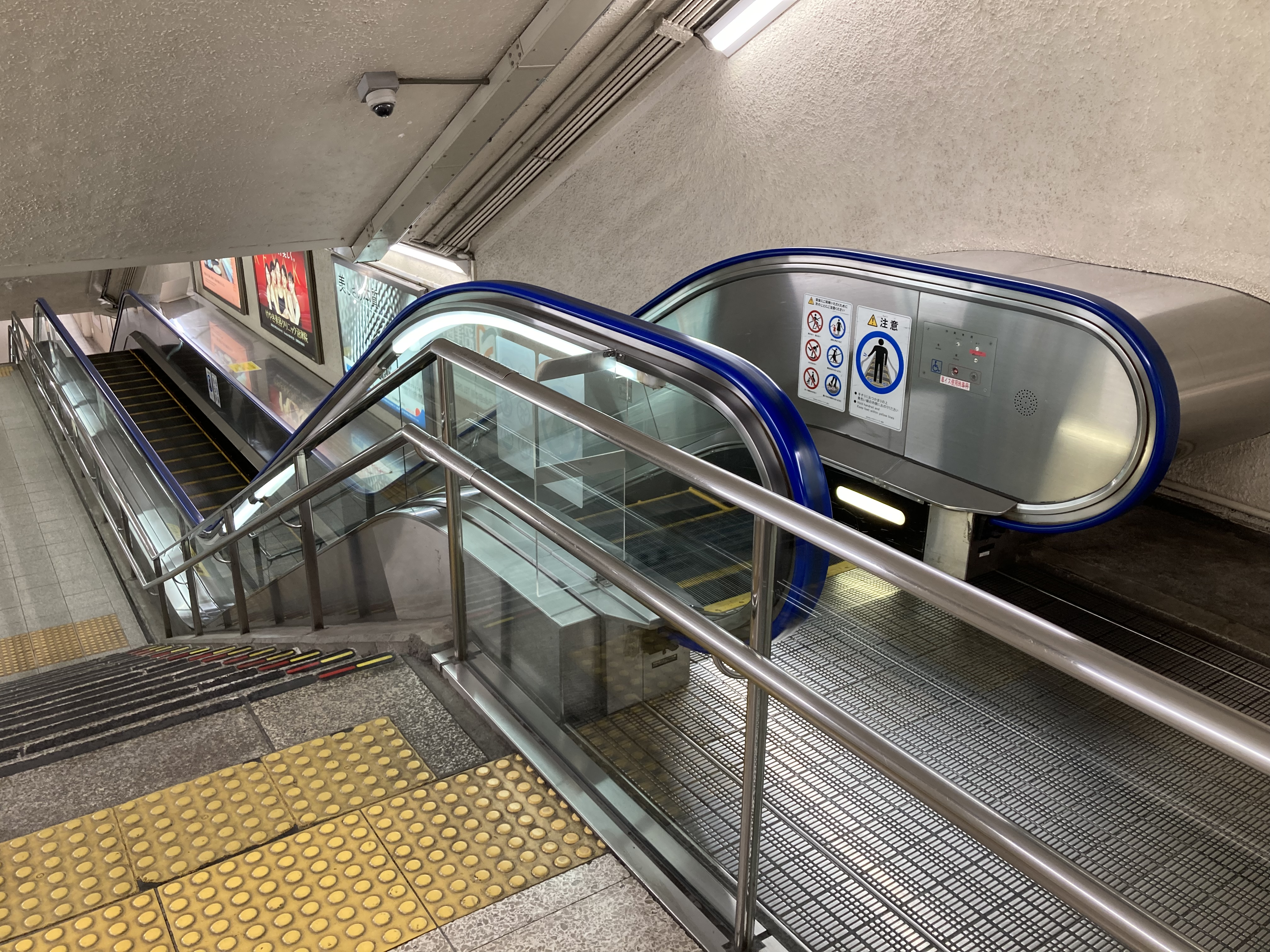
構内のオートウォーク（2023年2月）
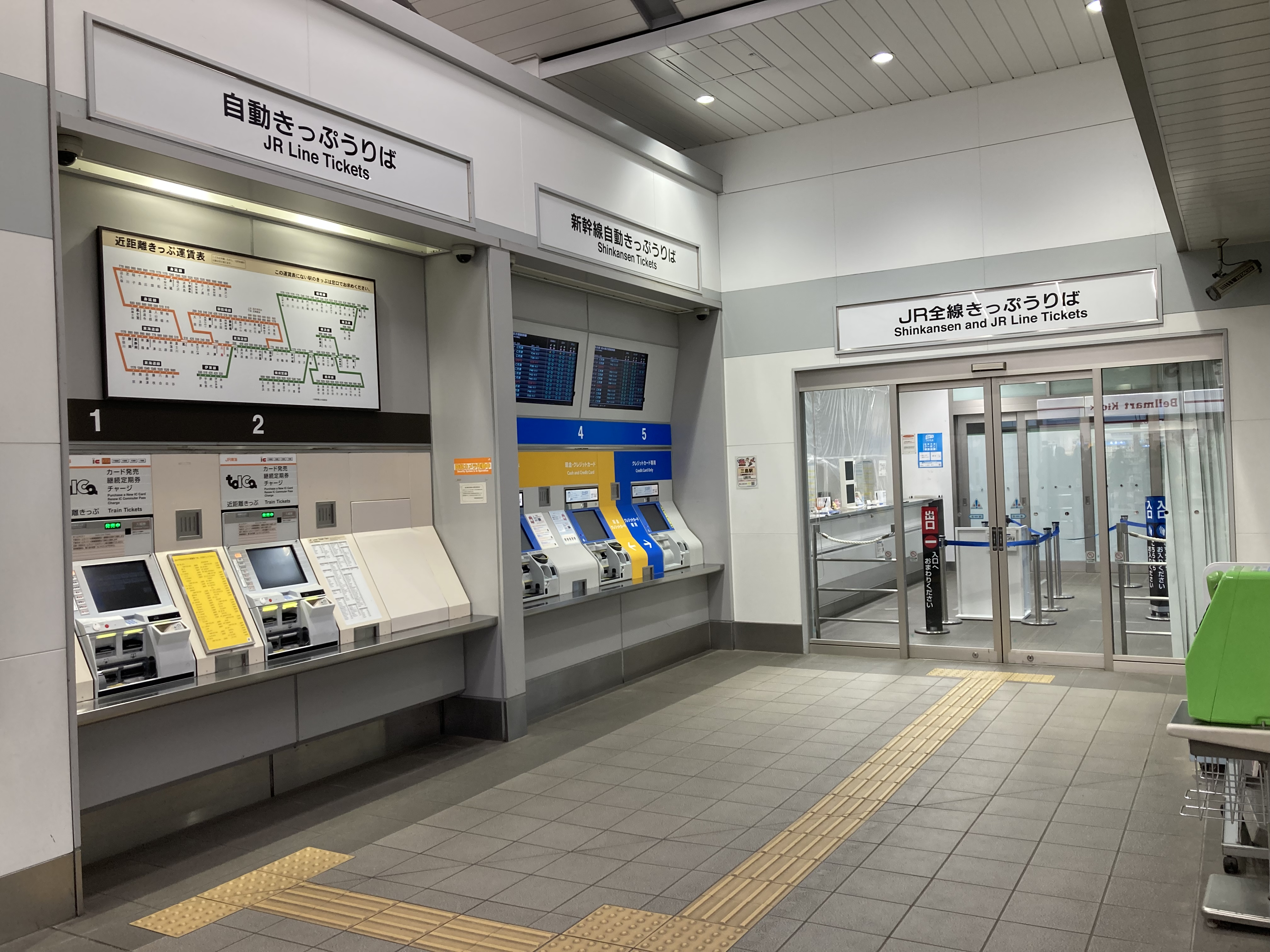
南口乗車券売り場（2023年2月）

#### 南北自由通路推進事業
駅の南側と北側を結ぶ自由通路は無い。南北を相互に行き来するには、入場券を購入して改札内を通るか、一般道を大きく迂回する（距離にして約600m）必要があり、後者の場合は徒歩で10分程度かかる。三島市は2006年（平成18年）に三島駅南北自由通路推進事業を発足させ、関係機関と協議を重ねているが実現には至っていない。

### 伊豆箱根鉄道
頭端式ホーム2面3線を有する地上駅。南側の単式ホームが7番線、北側の島式ホームが8番線と9番線である。8・9番線のホーム上には待合室がある。特急「踊り子」号は直通運転の関係からJR1番線を発着する。
当駅から踊り子号修善寺行に乗車する場合、JR有人改札係員に「踊り子」号に乗車する旨を伝えればJR改札内に入場して乗車できる。また、伊豆箱根側でも案内放送が流れる。
ただし、踊り子号東京行を当駅で下車する場合はJR改札口から出場できず、連絡改札口そばにある伊豆箱根の有人改札口から出場することになっている。この有人改札口はJR改札内、伊豆箱根改札内と改札外（伊豆箱根駅舎）の三方を繋ぐ独特の構造となっている。
駅舎はホームの東端にあり、駅南側広場に接続、JR南口に隣接している。駅北側から直接入出場できないことは当駅の大きな課題となっている。
連絡改札口のJR側には伊豆箱根券売機があり、JR側からはJR乗車券と伊豆箱根乗車券を重ねて改札機に投入するとJRの集札と伊豆箱根の改札が一度に処理され、伊豆箱根の改札済乗車券のみが出てくる仕組みとなっている。JRの精算・区間変更並びにICカード入出場処理には対応していない。
かつての立ち食いそば店（2020年1月閉店）は改札口横にあり、改札内外のどちらからでも利用可能であった。トイレは改札外にある。その他にコインロッカーが改札口前に設置されている。2020年6月30日には東急グループの東急ホテルズが建設した「富士山三島東急ホテル」との連絡通路と飲食店舗「ラーメン居酒屋 福の軒 三島店」が完成した。また発車時に発車ベルと発車ブザーが流れるが、列車接近放送などの自動放送はない。この発車予告音は、かねてより伊豆箱根鉄道・西武鉄道等の西武グループ各社が協賛しているアニメ映画『ラブライブ!サンシャイン!! The School Idol Movie Over the Rainbow』の公開（2019年1月4日）を記念して、2018年12月13日より同作品の楽曲「HAPPY PARTY TRAIN」に変更されている。ただし通勤時間帯を避けて10時から15時までに発車する普通列車のみで使用される。
| 番線    | 路線               | 行先       |
| ------- | ------------------ | ---------- |
| 7・8・9 | 駿豆線（普通列車） | 修善寺方面 |

- 7番線は一部列車のみ。

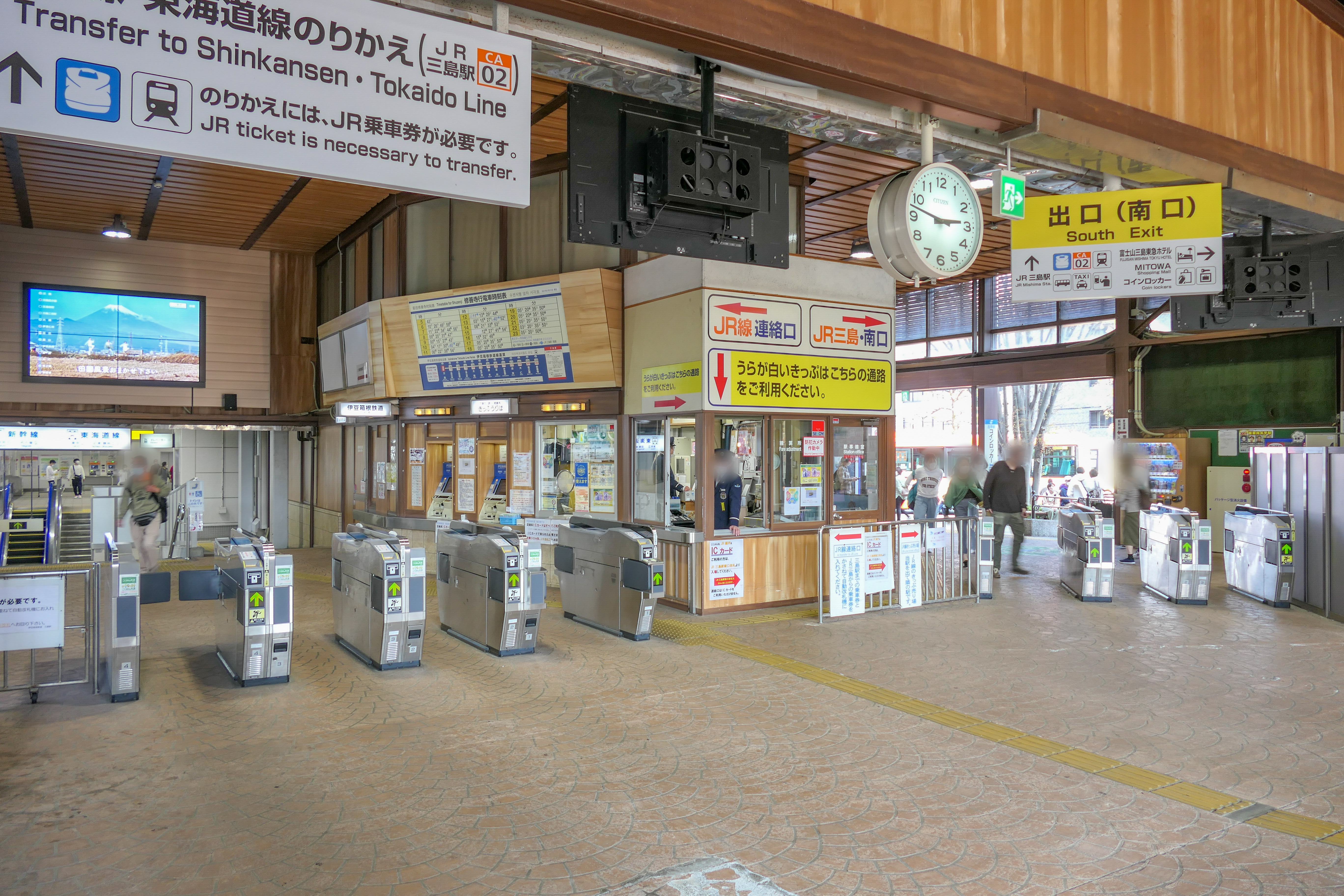
JR連絡改札（左）と切符売り場（中）と伊豆箱根鉄道改札口（右）（2022年4月）
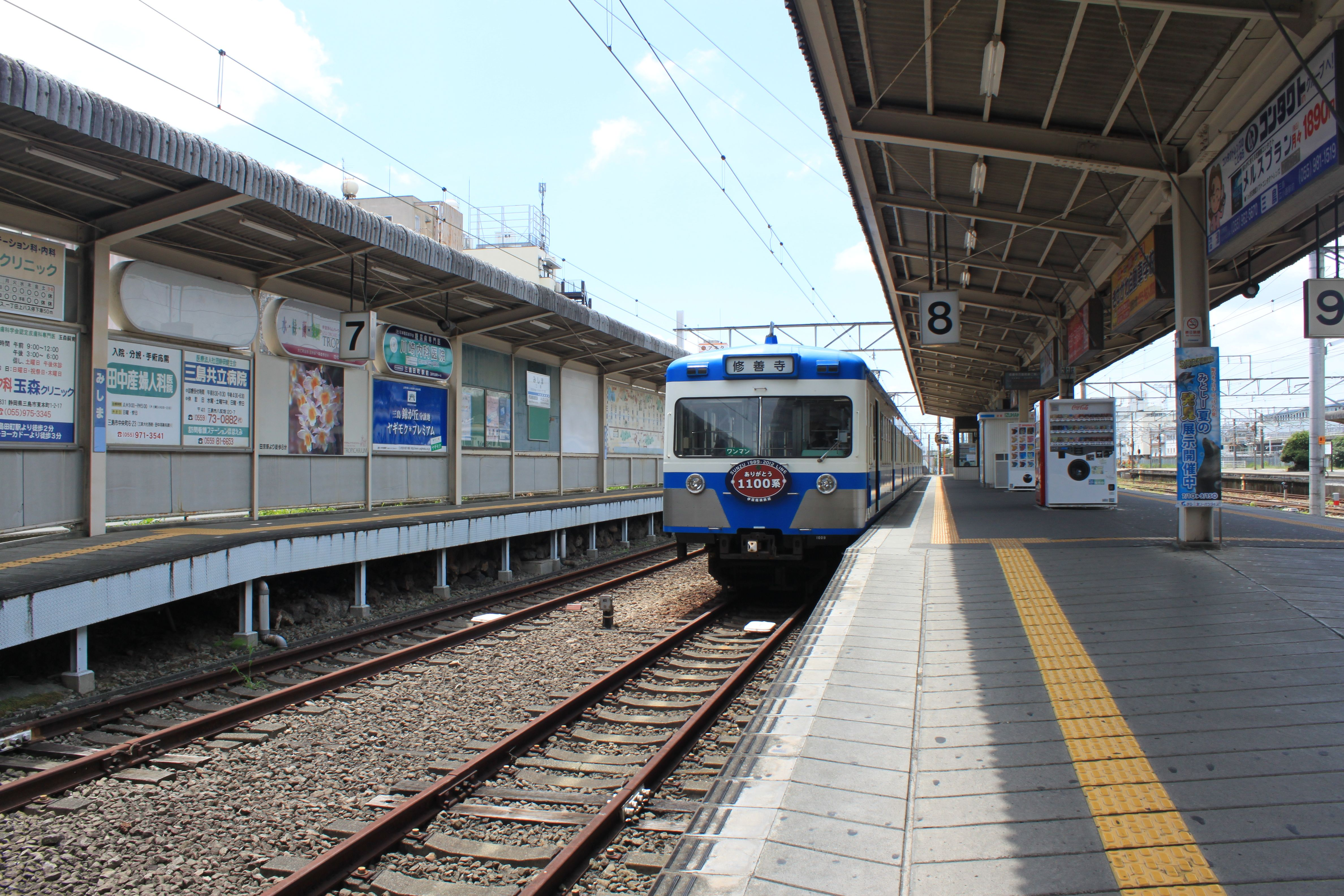
7 - 9番線ホーム（2011年8月）

## 貨物取扱・専用線
JR貨物の駅は車扱貨物の臨時取扱駅である。定期貨物列車の発着はないが、伊豆箱根鉄道駿豆線で使用される新造・譲渡車両や、大場工場へ回送される大雄山線の車両を輸送する甲種輸送列車が発着する。
2007年5月下旬まで、駅北側にある東レ三島工場へ続く専用線（全長約1 km・非電化）があり、重油（末広町駅・根岸駅発送）やエチレングリコール（浮島町駅発送）が到着していた。しかし、同年7月よりボイラーの燃料が都市ガスへ転換され、取り扱い量の半分以上を占める重油輸送が終了し専用線は廃止された。線路も撤去され道路や駐車場に転用されている。
また、専用線内に貨物ホームがあり、有蓋車（1994年10月にコンテナ化）輸送も行われていたが、1998年10月に終了された。なお、専用線は駅の5番線北側の側線から分岐していたため、発着する貨車はすべて上り貨物列車で輸送されていた。

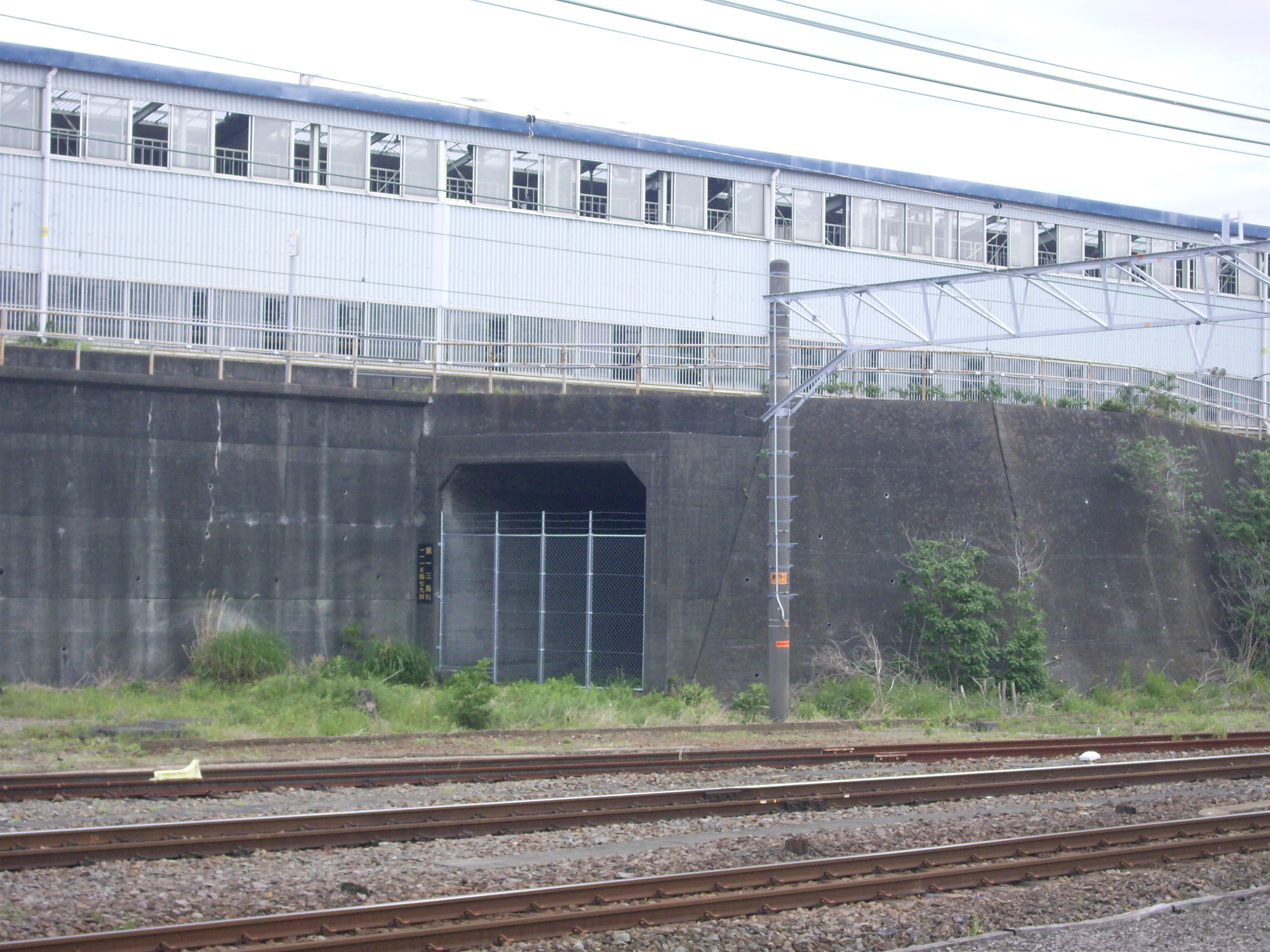
新幹線車両所仕業棟下の東レ専用線トンネル、レールは撤去されている（在来線ホームより）
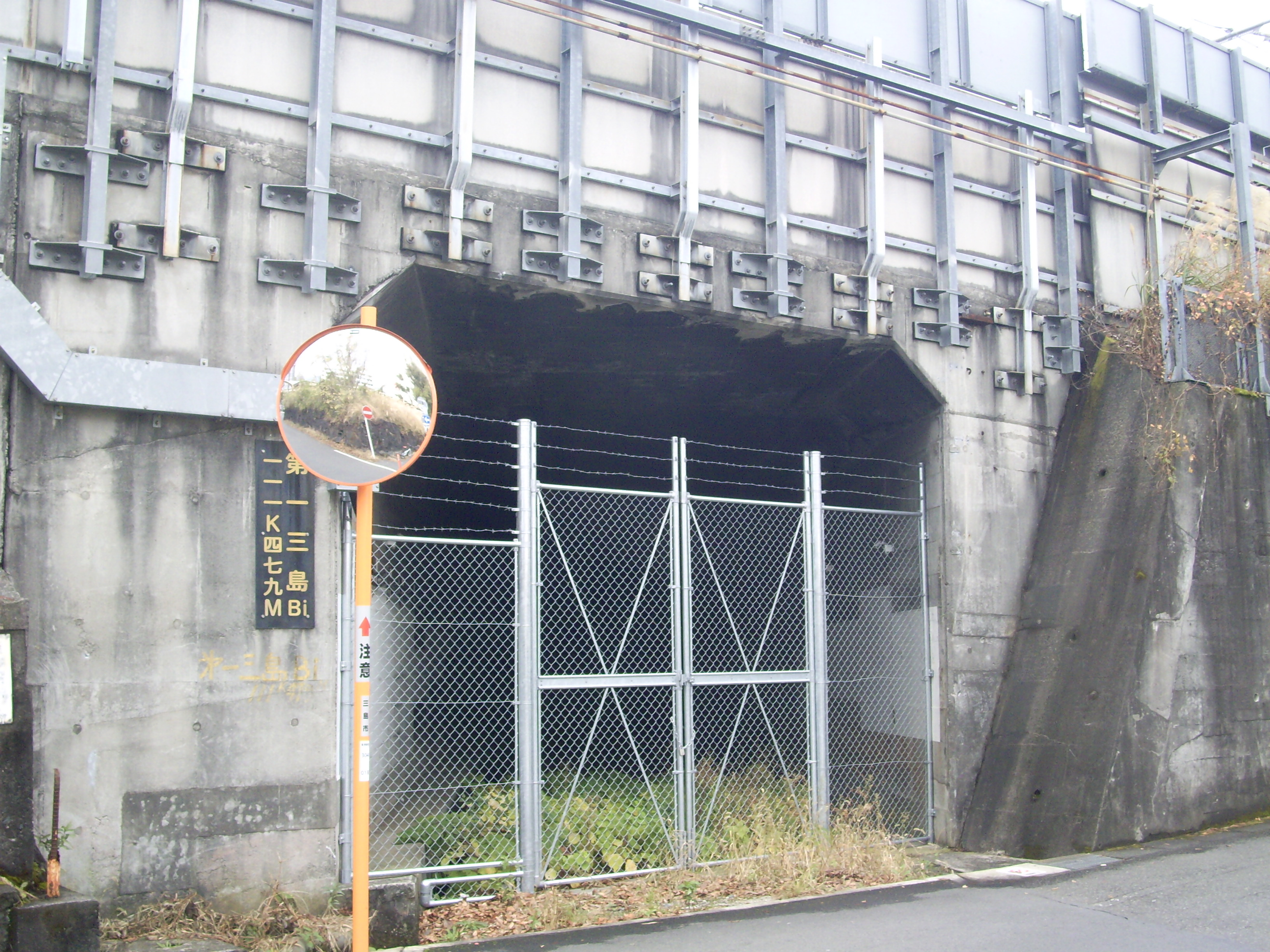
東レ専用線トンネルの第1三島線路跨線橋（上部は新幹線の追越線が通過する）

## 駅弁
桃中軒が製造する駅弁の全種類が当駅（南口・新幹線ホーム）で販売されている。主な駅弁は下記の通り。
- 抹茶あじ寿司
- 港町沼津の駅弁屋発こだわりの焼き魚弁当
- 富嶽あしたか牛すき弁当
- 港あじ鮨
- 抹茶めし弁当
- 三島宿 箱根山麓豚炙り焼き弁当
- 御弁当
- とり重
- 鯛めし

## 利用状況

### 旅客
- JR東海 - 2023年（令和5年）度の1日平均乗降人員は55,538人で、これは静岡県内では静岡駅、浜松駅に次ぐ第3位の乗降客数である[38]。1日平均乗降人員のうち新幹線の利用者数は27,001人。
- 伊豆箱根鉄道 - 2021年（令和3年）度の1日平均乗車人員は6,389人である。

1993年度（平成5年度）以降の1日平均乗車人員の推移は以下の通りである。
| 年度               | 1日平均乗車人員 | 1日平均乗車人員 | 出典     |
| 年度               | JR東海          | 伊豆箱根鉄道    | 出典     |
| ------------------ | --------------- | --------------- | -------- |
| 1993年（平成05年） | 21,642          | 11,142          | [ * 1 ]  |
| 1994年（平成06年） | 18,245          | 11,111          | [ * 2 ]  |
| 1995年（平成07年） | 30,701          | 11,052          | [ * 3 ]  |
| 1996年（平成08年） | 31,338          | 11,236          | [ * 4 ]  |
| 1997年（平成09年） | 30,281          | 10,630          | [ * 5 ]  |
| 1998年（平成10年） | 29,782          | 10,544          | [ * 6 ]  |
| 1999年（平成11年） | 29,190          | 10,146          | [ * 7 ]  |
| 2000年（平成12年） | 29,188          | 9,901           | [ * 8 ]  |
| 2001年（平成13年） | 29,447          | 9,958           | [ * 9 ]  |
| 2002年（平成14年） | 29,337          | 9,983           | [ * 10 ] |
| 2003年（平成15年） | 29,216          | 9,790           | [ * 11 ] |
| 2004年（平成16年） | 29,306          | 9,451           | [ * 12 ] |
| 2005年（平成17年） | 29,574          | 9,439           | [ * 13 ] |
| 2006年（平成18年） | 29,882          | 9,371           | [ * 14 ] |
| 2007年（平成19年） | 30,447          | 9,394           | [ * 15 ] |
| 2008年（平成20年） | 30,210          | 9,379           | [ * 16 ] |
| 2009年（平成21年） | 29,198          | 8,896           | [ * 17 ] |
| 2010年（平成22年） | 29,314          | 8,794           | [ * 18 ] |
| 2011年（平成23年） | 29,214          | 8,426           | [ * 19 ] |
| 2012年（平成24年） | 29,686          | 8,729           | [ * 20 ] |
| 2013年（平成25年） | 30,567          | 8,748           | [ * 21 ] |
| 2014年（平成26年） | 29,670          | 8,480           | [ * 22 ] |
| 2015年（平成27年） | 30,318          | 8,619           | [ * 23 ] |
| 2016年（平成28年） | 30,457          | 8,548           | [ * 24 ] |
| 2017年（平成29年） | 30,859          | 8,599           | [ * 25 ] |
| 2018年（平成30年） | 31,112          | 8,666           | [ * 26 ] |
| 2019年（令和元年） | 30,622          | 8,571           | [ * 27 ] |
| 2020年（令和02年） | 18,993          | 5,908           | [ * 28 ] |
| 2021年（令和03年） | 20,852          | 6,389           |          |

### 貨物
「静岡県統計年鑑」によると、1993年度（平成5年度） - 2013年度（平成25年度）の貨物発着トン数の推移は以下のとおりであった。
| 貨物輸送推移       | 貨物輸送推移 | 貨物輸送推移 | 貨物輸送推移 |
| 年度               | 発送         | 到着         | 出典         |
| ------------------ | ------------ | ------------ | ------------ |
| 1993年（平成05年） | 6,427        | 88,328       | [ * 1 ]      |
| 1994年（平成06年） | 5,453        | 68,242       | [ * 2 ]      |
| 1995年（平成07年） | 5,662        | 65,155       | [ * 3 ]      |
| 1996年（平成08年） | 7,089        | 54,733       | [ * 4 ]      |
| 1997年（平成09年） | 8,603        | 62,636       | [ * 5 ]      |
| 1998年（平成10年） | 7,745        | 55,748       | [ * 6 ]      |
| 1999年（平成11年） | 5,635        | 40,598       | [ * 7 ]      |
| 2000年（平成12年） | 5,413        | 38,756       | [ * 8 ]      |
| 2001年（平成13年） | 4,860        | 34,670       | [ * 9 ]      |
| 2002年（平成14年） | 4,746        | 33,898       | [ * 10 ]     |
| 2003年（平成15年） | 4,936        | 36,238       | [ * 11 ]     |
| 2004年（平成16年） | 5,212        | 38,650       | [ * 12 ]     |
| 2005年（平成17年） | 5,032        | 45,801       | [ * 13 ]     |
| 2006年（平成18年） | 4,672        | 35,433       | [ * 14 ]     |
| 2007年（平成19年） | 1,480        | 3,838        | [ * 15 ]     |
| 2008年（平成20年） | 800          | 1,200        | [ * 16 ]     |
| 2009年（平成21年） | 800          | 1,200        | [ * 17 ]     |
| 2010年（平成22年） | 800          | 1,200        | [ * 18 ]     |
| 2011年（平成23年） | 800          | 800          | [ * 19 ]     |
| 2012年（平成24年） | 800          | 800          | [ * 20 ]     |
| 2013年（平成25年） | 800          | 800          | [ * 21 ]     |

## 駅周辺
箱根の坂は東海道の難所の一つに挙げられるが、その箱根西坂の麓の宿場町として、また、伊豆国の中心地として三島は古くから栄えてきたことから、周辺には見どころも多い。源頼朝が平家打倒の旗揚げをした事で有名な三嶋大社は南口から南へ徒歩10分の距離であり、三島市の名勝である楽寿園は南口を出てすぐである。鰻が名物で、これを扱う料理店も駅周辺に散在している。
北西に約1 - 2 kmほど行くと御殿場線の下土狩駅がある。ここは当地に駅ができるまで「三島駅」を名乗っており、当時は駿豆線も下土狩駅まで延びていた。
なお、三島市の中心市街地としては、当駅周辺よりも三島大通り商店街に隣接する伊豆箱根鉄道駿豆線三島広小路駅付近を挙げる場合が多い。
駅から数百メートル進むと伊豆国と駿河国との境目があり、そこは長泉町である。また、西隣の沼津市も駿河国である。
前記の通り、南口側と北口側を結ぶ自由通路がないため、駅の周辺は線路を境に分断された形となり、南口周辺と北口周辺では様相が異なっている。

### 南口

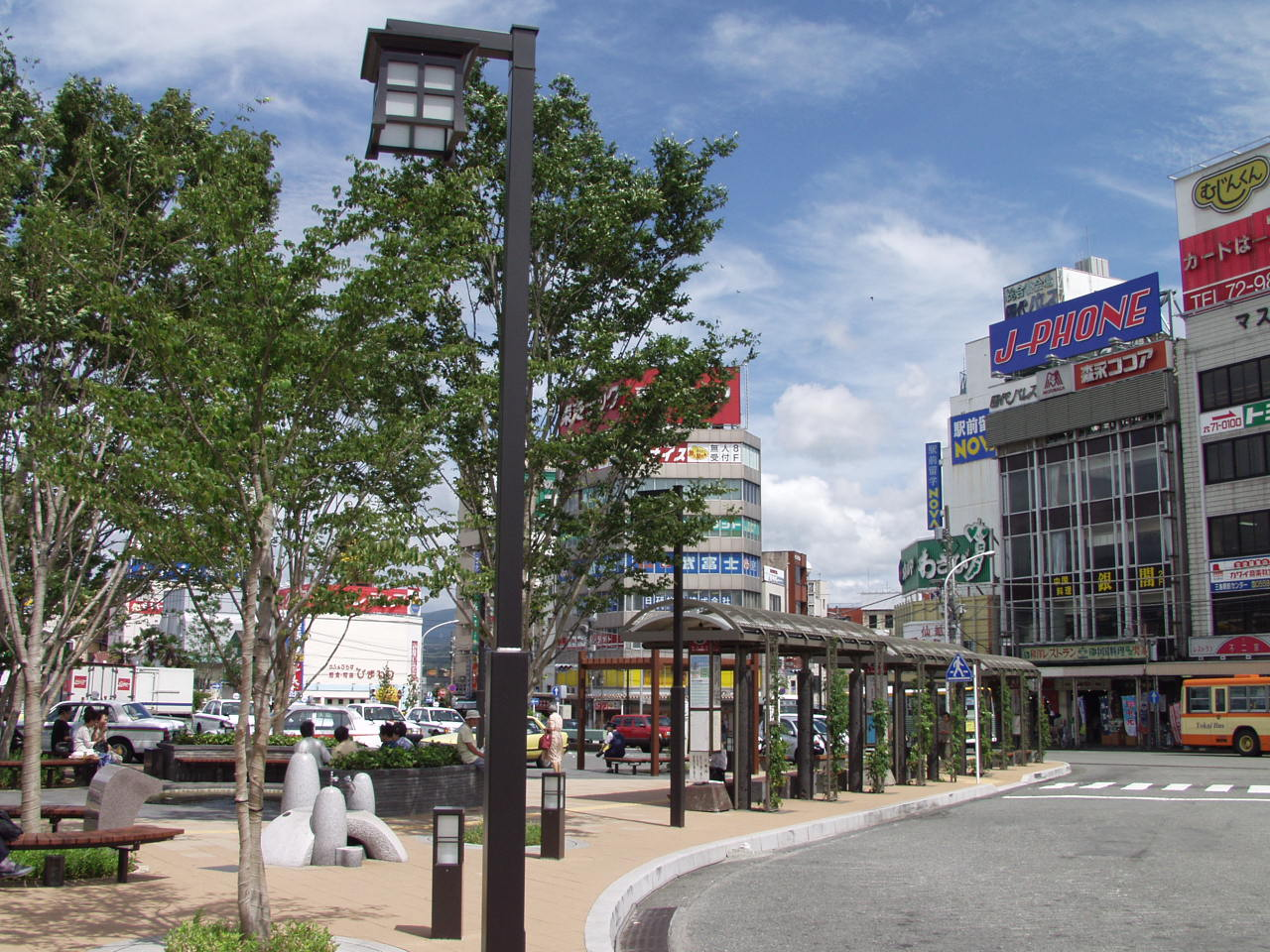
南口駅前（2002年7月）

南口側にはツインロータリー方式の駅前広場が整備され、西側がバス乗り場、東側がタクシーと一般車の乗降場となっている。周辺では再開発が進められている。
- 観光案内所
  - 三島駅南口観光案内所ステーション
  - 富士・伊豆・箱根観光案内所
- 公共施設
  - 三島市役所
  - 三島市民文化会館（ゆうゆうホール）
  - 三島市商工会議所
  - 三島市民生涯学習センター（いきいきホール） - 三島市立図書館併設
  - 三島警察署三島駅前交番
- 郵便局・金融
  - スルガ銀行三島セントラル支店
  - 清水銀行三島支店
  - 三島信用金庫長泉支店
  - みずほ銀行三島支店
  - 三島信用金庫本部
- 宿泊施設
  - 富士山三島東急ホテル
  - ホテル・アルファ－ワン三島
  - ホテル昭明館
  - ホテルセレクトイン三島
  - ドーミーイン三島
  - ホテルニューかのや
  - HOTEL MASSIMO MISHIMA
  - みしまプラザホテル
  - 旅館山月
- 公園
  - 楽寿園
  - 白滝公園

### 北口

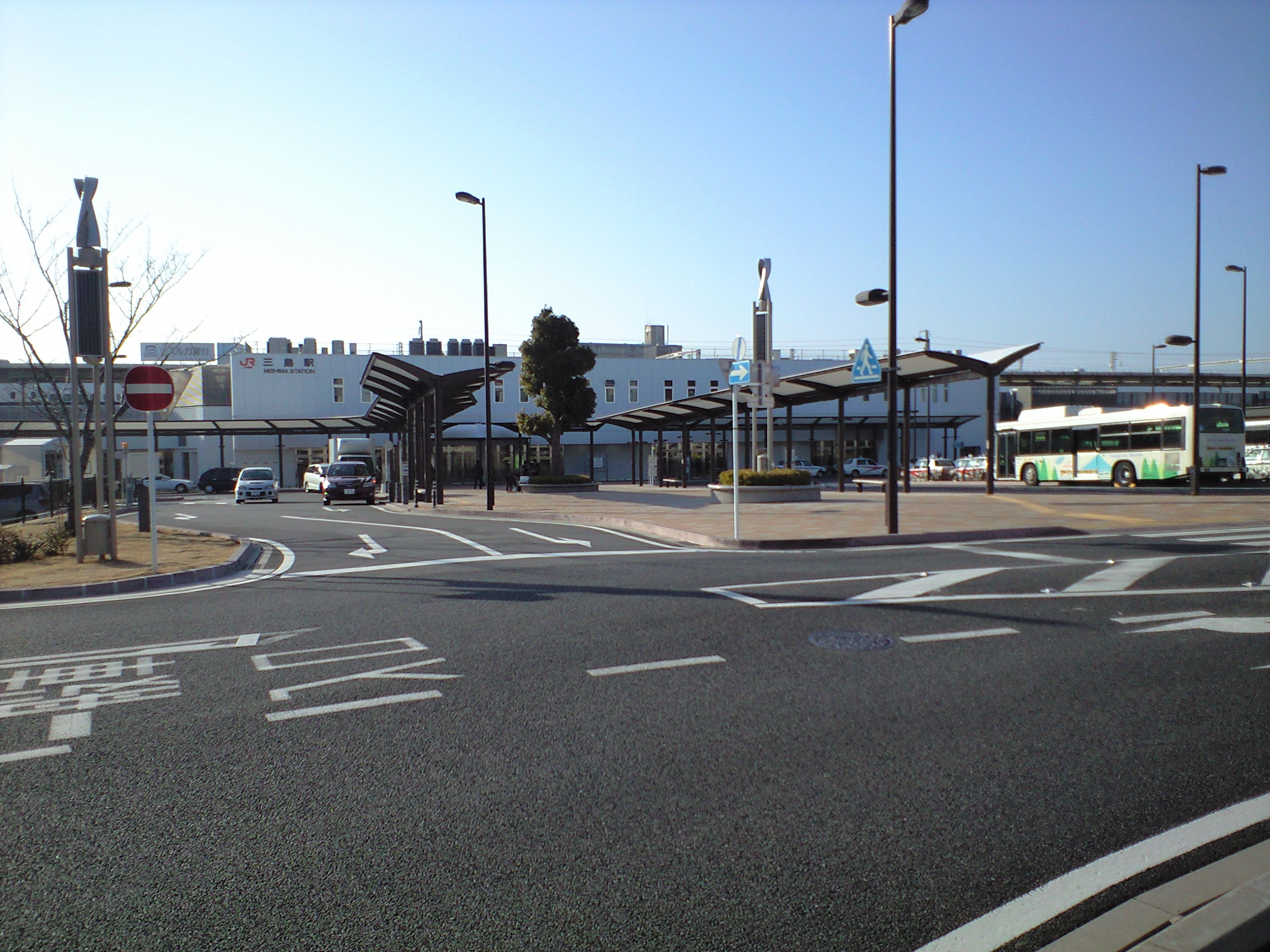
北口駅前広場（2009年2月）

東レの工場をはじめとする企業の施設や公共施設、文教施設が中心でその周辺に社宅や住宅街が広がっている。商業施設は南口側に比べると少ない。駅前広場は南口と同様にツインロータリー方式である。東側は一般車専用、西側はバス・タクシー専用。
北口交差点から西に少し歩くと歩道に長泉町のカントリーサインが立てられている。下記施設のうち、東レ三島工場や静岡銀行三島駅北支店は長泉町に所在する。
北口前にあった三共三島工場が2003年に平塚工場に移転統合されたことに伴い、その跡地を利用した駅前の再開発事業が行われ、駅前広場のリニューアル、大学や高校などの教育機関、ビジネスホテル、出版社などの建設が行われた。
- 駐車場・駐輪場
- レンタカー
- 公共施設
  - 三島税務署
  - 三島簡易裁判所
  - ハローワーク三島
  - 三島労働基準監督署
  - 三島市民体育館
  - 市民温水プール すいすいみしま
- 商・工業施設
  - 東レ 三島工場
  - Z会本社
  - Z会複合ビル
- 銀行
  - 静岡銀行 三島駅北支店
- 教育機関
  - 三島市立北中学校
  - 静岡県立三島北高等学校
  - 静岡県立三島長陵高等学校
  - 日本大学国際関係学部・短期大学部三島キャンパス本校舎・三島駅北口校舎
  - 日本大学三島中学校・高等学校
  - 放送大学 静岡学習センター（三島市民生涯学習センターに一時移転中）
- 宿泊施設
  - 東横INN富士山三島駅
- JR東海関連施設
  - JR東海 三島社員研修センター
  - 東海道新幹線 三島車両所

## バス路線

### 南口
南口バスターミナルには、東海バス、伊豆箱根バス、富士急シティバス・富士急モビリティ・富士急バス・富士急静岡タクシー、WILLER EXPRESSが乗り入れている。行先は主に三島市街や沼津・裾野方面であるが、御殿場プレミアム・アウトレット、富士急ハイランド、松崎などの観光地や東京方面（渋谷駅・新宿駅・羽田空港など）への直通便もある。停留所名は「三島駅」または「三島駅南口」で、のりばは1番から6番まである。
| のりば | 運行事業者                                 | 系統・行先 | 備考                                                                                             |  |
| ------ | ------------------------------------------ | --- | ------------------------------------------------------------------------------------------------ |  |
| 1      | - 東海バス - 伊豆箱根バス                  | - N05・N07・三05・三07：沼津駅 - 100円バス「せせらぎ号」：広小路・三島田町駅方面（西回り / 東回り） |                                                                                                  |  |
| 2      | 富士急シティバス                           | - みしまコロッケ号：バスタ新宿 - 桜堤線・裾野線：裾野駅 - 須山線：須山 - ぐりんぱ・イエティ線：イエティ・水ヶ塚公園・富士山富士宮口五合目 - 富士ビレッジ線：富士ビレッジ - 芙蓉台線：芙蓉台 - 見晴台線：見晴台南 - 伊豆佐野線：伊豆佐野 - 〈特急〉富嶽ライナー：富士山富士宮口五合目 | 「みしまコロッケ号」は北口も停車 〈特急〉富嶽ライナーは夏季のみ運行                              |  |
| 2      | - 富士急シティバス - 富士急バス            | 特急「三島・河口湖ライナー」：河口湖駅 | 到着便は北口も停車                                                                               |  |
| 2      | 富士急モビリティ                           | - O-Line「三島アウトレット線」：御殿場プレミアム・アウトレット - 三島線：御殿場駅 |                                                                                                  |  |
| 3      | 富士急シティバス                           | - 光ヶ丘線：光ヶ丘 - 沢地線：沢地 - がんセンター線：がんセンター - ベックマン・コールター線：ベックマン・コールター - 駿河平線：駿河平 | がんセンター線とベックマン・コールター線の一部は北口も停車                                       |  |
| 3      | 富士急静岡タクシー                         | 三島市コミュニティバス「きたうえ号」：北上文化プラザ |                                                                                                  |  |
| 4      | 東海バス                                   | - N12・N14・N15 柿田線：沼津駅 - N81 新城橋線：大平車庫(伊豆ゲートウェイ函南経由) - N46・N47 新城橋線：新城橋・大平車庫 - N48・N49 三島 - 沼商線：沼津商業高校 - N50 三島 - 沼商線：大平車庫 - W38 西海岸線（特急）：松崎                                                            |                                                                                                  |  |
| 5      | - 東海バス - 伊豆箱根バス - WILLER EXPRESS | 三島羽田シャトル：新木場駅・東京ディズニーランド | 北口も停車・東京ディズニーランド行きはWILLER EXPRESSのみの運行。                                 |  |
| 5      | 東海バス                                   | - 三島エクスプレス：バスタ新宿 - N56 N57 玉沢線：玉沢 - N63 三島市内線：夏梅木循環・つつじヶ丘中 - N64 三島市内線：柳郷地 - N62 三島市内線：三恵台循環・三恵台公園 - N65 元箱根線：山中・箱根町港・元箱根港 - N66 特急元箱根線：元箱根港 - N68 元箱根線：山中                        | - 「三島エクスプレス」は北口も停車 - 「N65」系統・「N66」系統は箱根地区バス停ナンバリング「798」 |  |
| 6      | 伊豆箱根バス                               | - 沼51・沼52：沼津駅 - 三61・三62：三島田町駅 - 三61・三62・三63・三64：富士見台 - 三66：百合ヶ丘・旭ヶ丘循環 - 三67：加茂循環 - 三69：下土狩駅 |                                                                                                  |  |

### 北口
北口にもバスターミナルがあり、一部の一般路線バスや東京・京都・大阪方面への高速バスが発着する。停留所名は「三島駅北口」で、のりばは1番から5番まである（現在5番のりばは送迎バスのみ発着）。下表に示す路線バス以外にも、企業やホテル、ゴルフ場などの送迎バスも多く発着する。
| のりば | 運行事業者                                 | 系統・行先 | 備考                   |
| ------ | ------------------------------------------ | --- | ---------------------- |
| 1      | - 東海バス - 伊豆箱根バス - WILLER EXPRESS | 三島羽田シャトル：新木場駅 | 南口も停車             |
| 1      | 東海バス                                   | 三島エクスプレス：バスタ新宿 | 南口も停車             |
| 1      | 富士急シティバス                           | - みしまコロッケ号：バスタ新宿 - トヨタ自動車東日本線：特別支援学校前 - 桜堤線：裾野駅 - がんセンター線：がんセンター - ベックマン・コールター線：ベックマン・コールター - 桜堤線・がんセンター線・ベックマン・コールター線・トヨタ自動車東日本線：三島駅南口 | 南口も停車             |
| 2      | - 富士急湘南バス - 近鉄バス                | 金太郎号：[京都駅・大阪（東梅田）] |                        |
| 3      | 伊豆箱根バス                               | 三33：加茂中央 | 2024年4月1日現在運休中 |
| 3      | 富士急シティバス                           | ベルナール・ビュフェ美術館行無料シャトルバス |                        |
| 4      | WILLER EXPRESS                             | WILLER EXPRESS：なんばOCAT（湊町バスターミナル） |                        |

## その他
- 当駅のJR線と伊豆箱根鉄道駿豆線の連絡線には、数十センチメートルながらデッドセクション（無電区間）が設置されている。これは、両路線とも直流1500Vで電化されているが、両路線の電流を混触させないためである。
- 駅の南北を結ぶ自由通路の建設計画が、産官学の代表者で組織された三島市南北自由通路推進協議会によって策定されており、2006年現在JR東海との協議が行われている[40]。協議中の計画案は、駅東側に橋上通路を建設する案と、JR在来線上に橋上駅舎を設置し現在の地下通路を自由通路とする案の2つ[40] である。
- 1991年から年に一度、JR東海と伊豆箱根鉄道が合同で1番線で伊豆箱根鉄道の車両を用いて訓練を実施することがある。この時伊豆箱根鉄道の車両が営業運転では入線することがないJR側のホームに入線する。この訓練の様子は静岡県内のメディアなどでも紹介される[41]。
- 伊豆箱根鉄道大雄山線の車両の検査を駿豆線の大場工場で行うため、小田原駅から当駅までの車両輸送が不定期で設定される。その際、1番線ホームで車両の授受が行われる都合上、伊豆箱根鉄道ED31形電気機関車が1番線に入線する。尚JR区間の車両輸送はJR貨物が担当している。

## 隣の駅
※新幹線の停車駅および特急「踊り子」の停車駅は各列車記事を参照のこと。
東海旅客鉄道（JR東海）
 東海道新幹線
熱海駅 - 三島駅 - 新富士駅
 東海道本線
普通
函南駅 (CA01) - 三島駅 (CA02) - 沼津駅 (CA03)
伊豆箱根鉄道
 駿豆線
三島駅 (IS01) - 三島広小路駅 (IS02)

### 記事本文